# Gare de Peyraud
La gare de Peyraud est une ancienne gare ferroviaire française à la jonction de la ligne de Givors-Canal à Grezan et de la ligne de Firminy à Saint-Rambert-d'Albon située sur la commune de Peyraud, dans le département de l'Ardèche en France.
Elle est mise en service en 1869, ferme aux voyageurs en 1973 puis aux marchandises.

## Histoire
Un décret impérial du 14 juin 1861 déclare d'utilité publique une ligne de chemin de fer de Saint-Rambert-d'Albon à Annonay. Cette ligne, inaugurée le 29 octobre 1869 par la Compagnie des chemins de fer de Paris à Lyon et à la Méditerranée (PLM), traverse le Rhône entre Saint-Rambert et Peyraud.
À cette époque, il est déjà prévu d'y faire passer une autre ligne de chemin de fer, de Givors-Canal à La Voulte-sur-Rhône. Le tracé de la ligne est donc adaptée avec une courbe en "S" et un bâtiment voyageurs perpendiculaire aux voies. Cette seconde ligne ouvre en 1873 et Peyraud devient une gare de bifurcation.

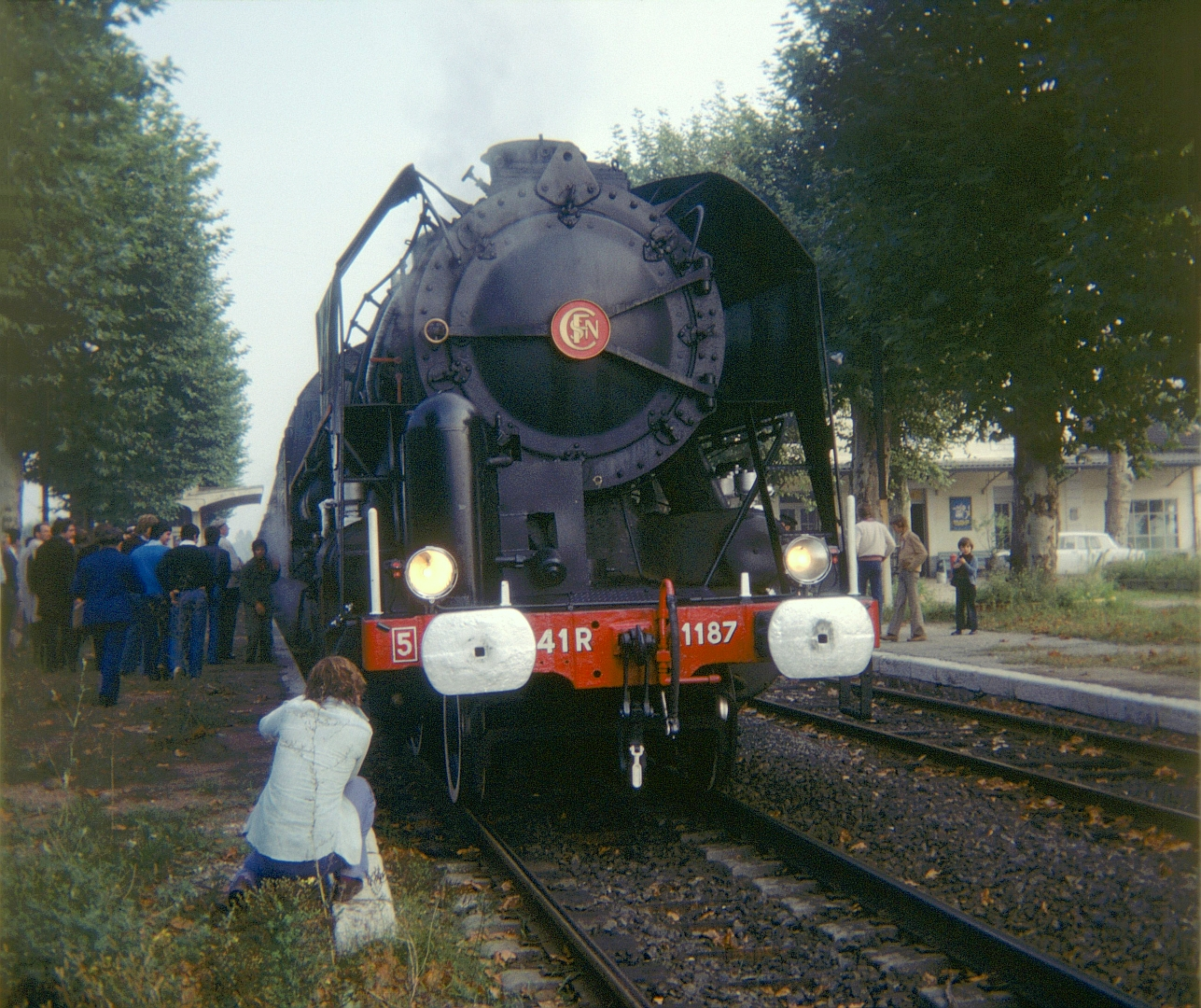
Train à vapeur à quai en 1975.

En 1885, la ligne de Saint-Rambert à Annonay est prolongée pour atteindre Dunières et Firminy.
La nuit du 3 août 1944, c'est de la gare de Peyraud qu'un convoi de déportés, notamment juifs et résistants, venant de Marseille et destiné vers Drancy, est détourné vers Annonay par des cheminots. L'attaque du train par les maquisards de Vanosc en gare d'Annonay permet de libérer 69 sur les 72 prisonniers partis de Marseille.
Sur la ligne de Firminy à Saint-Rambert-d'Albon, les trains de voyageurs d'Annonay à Peyraud sont supprimés le 1er juin 1958. En 1973 tout le trafic voyageurs sur la rive droite du Rhône (ligne de Givors-Canal à Grezan) disparaît à son tour, tout comme celui sur la section Saint-Rambert-d'Albon - Peyraud.
En 1977-1978, la ligne de Givors-Canal à Grezan et la section Peyraud - Saint-Rambert-d'Albon est électrifiée ; les quais de la gare de Peyraud restent en place.
En direction d'Annonay et Firminy, plusieurs sections de la ligne ferment de 1954 à 1987. Seuls quelques mètres de voies à la sortie de la gare ne sont pas déposés.

### Le pont de Peyraud
La courte section Saint-Rambert - Peyraud, à cheval sur les départements de la Drôme, de l'Isère et de l'Ardèche, traverse le Rhône au moyen d'un viaduc ferroviaire.

Cet ouvrage datant de 1868-69 comporte cinq arches en fonte appuyées sur des piles de pierre. Il possède des ressemblances avec celui de la ligne de Livron à La Voulte, détruit en 1944 et remplacé.

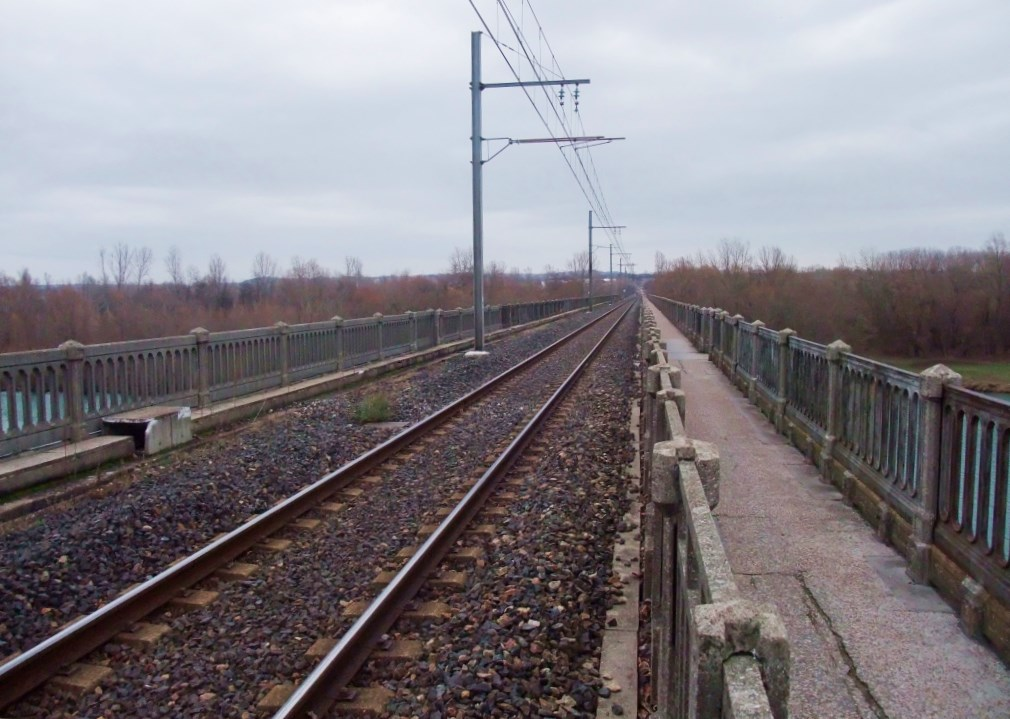
Voies sur le pont et chemin piéton.

Comme ce dernier pont, légèrement plus ancien, son remplacement fut programmé juste avant la  Première Guerre mondiale mais finalement ses arches ont été consolidées par du béton durant l'entre-deux-guerres. Il a fortuitement échappé à la destruction en 1940 et en 1944 ; les troupes américaines l'ont temporairement utilisé comme pont routier pour ses chars car c'était un des seuls ponts sur le Rhône restés debout.
Il est toujours en service mais peu utilisé en trafic régulier.
Une passerelle piétons y a été implantée depuis 1935.

## Patrimoine ferroviaire

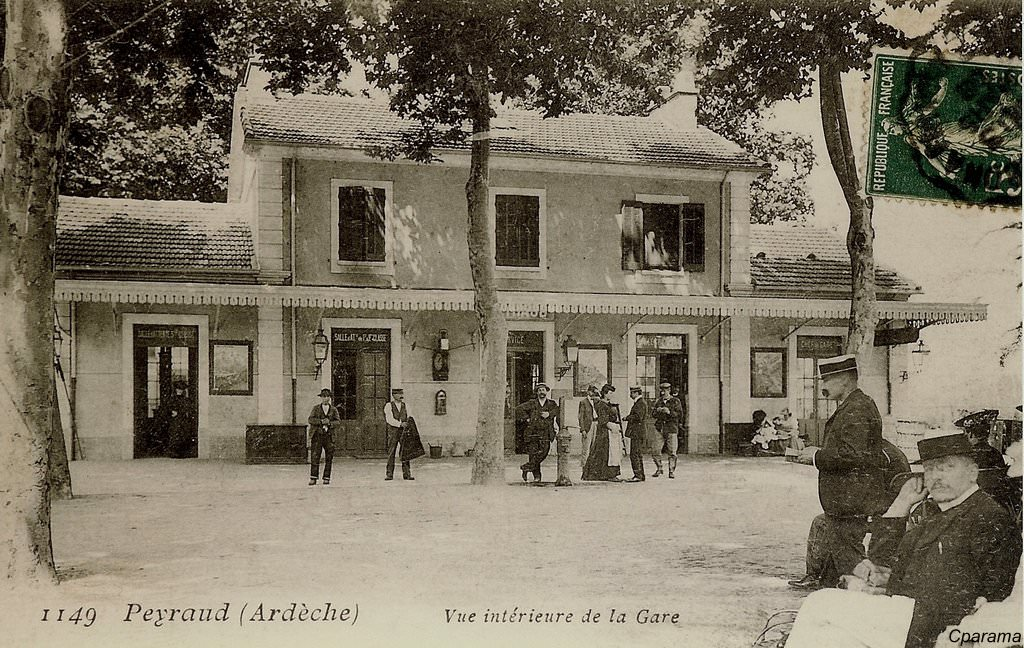
Gare de Peyraud vue depuis la cour intérieure

Le bâtiment voyageurs d'origine, à l'angle des deux lignes est présent sur le site et habité.
Il s'agit d'une construction standard PLM qui se singularise par sa disposition à angle droit, entre les voies. Cette disposition, assez rare, est également utilisée pour la gare de Lyon-Saint-Clair.
Il est composé d'un corps central encadré par deux ailes symétriques d'une travée avec une toiture à deux pans
Les quais, l'abri du quai central de la ligne Givors-Grezan et les platanes de la gare ont disparu mais plusieurs des bâtiments annexes sont conservés.